# Bruin rouwkorstje
De purper rouwkorstje (Tomentella punicea) is een korstzwam uit de familie Thelephoraceae. Het is een mycorrhiza-vormende schimmel die voorkomt op de bodem van zowel loof- als naaldbossen, vaak op zure, arme grond.

## Kenmerken
De vruchtlichamen zijn korstvormig, fluweelachtig en hebben een purperrode tot paarsrode kleur, soms ook met een wat bruine tint. De sporen zijn ellipsvormig tot breed elliptisch, glad of met een fijne ornamentatie, ongeveer 5–7 × 4–5 µm groot. Alle hyfen zijn zonder gespen.

## Verspreiding
Tomentella punicea komt voor in gematigde gebieden op het noordelijk halfrond, met waarnemingen in Europa, waaronder Nederland, Duitsland en Polen. In Nederland wordt het sporadisch waargenomen, vooral in bosrijke gebieden met zure bodem.